# Wielunice
Wielunice (ukr. Вілюничі) – wieś w rejonie samborskim (wcześniej w rejonie starosamborskim) obwodu lwowskiego Ukrainy. Wieś liczy około 83 mieszkańców. Leży u zbiegu Wyrwy i Wiaru. Podlega drozdowickiej silskiej radzie.
Wieś położona w powiecie przemyskim, była własnością Józefa Szymona Wolskiego, została spustoszona w czasie najazdu tatarskiego w 1672 roku.
W 1921 r. liczyła około 279 mieszkańców. Przed II wojną światową należała do powiatu przemyskiego.

## Ważniejsze obiekty
- Cerkiew greckokatolicka